# 浒山街道
浒山街道是中华人民共和国浙江省宁波市慈溪市下辖的一个乡镇级行政单位，辖区面积9.57平方公里，因教场山（浒山）而得名:26。

## 历史
宋至元、明、清属余姚县梅川乡，宣统元年（1909年）属浒山乡，民国十七年（1928年）属六区、七区，民国十九年（1930年）设浒山镇、眉南乡、金山乡和担山乡、三朗乡、天香乡部分，民国二十九年（1940年）改为浒山镇和永凝乡、白沙乡、乌山乡、天东乡部分，属浒山区、逍林区，1950年4月改为浒山镇、鸣山乡和乌山乡、担山乡、天东乡部分，属浒山区、横河区，1954年10月划归慈溪县，1955年4月乌山乡虞家村、金山庵村划入浒山镇，1956年2月鸣山乡、担山乡、界牌乡并入浒山镇，境域属浒山镇和余姚县横河乡、彭桥乡部分，1958年9月，横河乡东山农业生产合作社、金山农业生产合作社、剑三（下剑山）农业生产合作社划入浒山镇，1958年10月改为红旗人民公社城镇大队（城区街道）、浒山大队（环城农村）和鸣山大队、担山大队部分；横河人民公社彭桥大队部分，1959年2月改为浒山人民公社城镇管理区、浒山管理区和担山管理区部分；横河人民公社彭桥管理区部分，1959年7月城镇管理区改为浒山镇，鸣山管理区并入浒山管理区，1961年11月浒山管理区并入浒山镇，境域分属浒山镇和浒山区担山公社部分，余姚县横河区彭桥公社部分，1966年4月浒山镇改为浒山镇公社，1966年6月浒山镇公社改为浒山镇，担山公社和坎西公社东界大队、西界大队、红旗大队（百花庵根）划入浒山镇，1979年9月境域内彭桥公社联兴大队（天香桥）随龙南区（横河区）划归慈溪县，1992年5月白沙镇、天东乡并入浒山镇，2001年9月撤镇设立浒山街道，2007年11月坎墩街道新潮塘村、横河镇天香桥村划入浒山街道，2008年7月分为浒山街道、白沙路街道、古塘街道:26-27。

## 行政区划
浒山街道下辖以下地区：
三碰桥社区、上叶家社区、水南社区、东门社区、东山社区、东海社区、古塘社区、孙塘社区、光辉社区、阳明社区、寺山路社区、金山社区、金南社区、金东社区、鸣山社区、眉山社区、剑山社区、施山社区、南孙塘社区、浒西社区、湾底社区、楼家社区、新江路社区、虞波社区、虞家路社区和天香桥村。